# Abuela
Ne doit pas être confondu avec Abuela de verano.
Pour plus de détails, voir Fiche technique et Distribution.
Abuela (La abuela, litt. « La grand-mère ») est un film d'horreur franco-espagnol réalisé par Paco Plaza, sorti en 2021.

## Synopsis
En Espagne, Susana est une jeune mannequin de 25 ans se faisant vite remarquer à Paris, là où fuse de plus en plus la mode. Alors qu’elle est occupée à essayer de nouveaux vêtements, elle reçoit un appel se disant « urgent ». L’hôpital central de Madrid l’appelle pour lui dire que sa grand-mère, Pilar, a eu un grave accident, la rendant étrangement muette, aucun mot ne sort de sa bouche.
Ne pouvant aucunement trouver une aide à domicile, Susana est obligée de mettre sa carrière de mannequin de côté et doit se rendre dans la maison de famille, où elle a passé toute son enfance, pour s’occuper de sa grand-mère. Alors que Susana s’inquiète de plus en plus, l’état de Pilar se dégrade et son comportement change étrangement. Susana enquête alors sur ses ancêtres et fait d’affreuses découvertes…

## Fiche technique
Sauf indication contraire, les informations mentionnées dans cette section peuvent être confirmées par la base de données cinématographiques IMDb,  présente dans la section « Liens externes ».
- Titre original : La abuela
- Titre français : Abuela
- Réalisation : Paco Plaza
- Scénario : Carlos Vermut
- Musique : Fatima Al Qadiri
- Direction artistique et décors : Laia Ateca
- Costumes : Vinyet Escobar
- Photographie : Daniel Fernández Abelló
- Montage : David Gallart
- Production : Enrique López Lavigne
- Coproduction : Alejandro Arenas et Sylvie Pialat
- Sociétés de production : Apache Films ; Les Films du Worso (coproduction française) ; Atresmedia Cine et Sony Pictures International Productions (productions associées)
- Sociétés de distribution : Sony Pictures Releasing (Espagne) ; Wild Bunch (France)
- Pays de production :  Espagne /  France
- Langues originales : espagnol, français
- Format : couleur — 35 mm[1] — 1,85:1 — son Dolby Digital
- Genre : horreur
- Durée : 100 minutes
- Dates de sortie :
  - Espagne : 23 septembre 2021 (Festival international du film de Saint-Sébastien) ; 22 octobre 2021 (sortie nationale)
  - France : 6 avril 2022

## Distribution
- Almudena Amor : Susana
- Vera Valdez : Pilar
- Karina Kolokolchykova : Eva
  - Alba Bonnin : Eva, jeune
- Chacha Huang : Camarera
- Pablo Guisa Koestinger : Dr De Guisa
- Ileana Wilson : Dr Romero
- Marina Gutiérrez : Adela

## Production

### Développement
Le film est produit par Apache Films, dont le producteur est Enrique López Lavigne, en association avec Atresmedia Cine et Sony Pictures International Productions, ainsi qu'en en coproduction avec Les Films du Worso, avec la participation d'Atresmedia et Amazon Prime Video, et le financement offert par Eurimages et Instituto de la Cinematografía y de las Artes Audiovisuales (ICAA) (es). Paco Plaza réalise le film et le scénario est écrit par Carlos Vermut. Daniel Fernández Abelló est directeur de la photographie, et Fatima Al Qadiri, le compositeur.

### Tournage
Le tournage a lieu à Madrid et à Paris, en été 2020, en fin juin 2020 pour une durée de 7 semaines et s'achève en août de la même année.

### Musique
La musique du film est composée par Fatima Al Qadiri, dont la bande originale est sortie le 28 octobre 2021 par Quartet Records :
Liste des pistes
1. Abuela (0:52)
2. Diagnosis (0:15)
3. Volver (1:59)
4. Magical Girl (1:26)
5. El baño (1:01)
6. Sleeping Beauty (1:03)
7. Los relojes (1:47)
8. Del otro lado (1:14)
9. Diario (2:39)
10. Traición (2:59)
11. Perdida (1:59)
12. Adela (0:16)
13. Chin Up (3:12)
14. Witchcraft (2:59)
15. Traición dos (2:15)
16. Quemadura (2:55)
17. Estás segura (2:41)
18. Cuerpos (3:32)

## Distinctions

### Récompenses
- Festival international du film fantastique de Gérardmer 2022 : Prix du jury (exæquo avec Samhain de Kate Dolan)[8]
- Prix Feroz 2022 : meilleure bande annonce pour Miguel Ángel Trudu[9]

### Nominations et sélection
- Festival international du film de Saint-Sébastien 2021 : en compétition[10]
- Goyas 2022[11] :
  - Meilleure musique originale pour Fatima Al Qadiri
  - Meilleurs effets spéciaux pour Raúl Romanillos et Ferran Piquer
- Prix Feroz 2022 : meilleure affiche pour Octavio Terol et Jorge Alvariño[9]

### Documentation
- Dossier de presse Abuela